# Den oövervinnerlige
Den oövervinnerlige är en bok skriven av Peter Englund och utgiven år 2000. 
Boken är den andra delen i Englunds trilogi Om den svenska stormaktstiden och en man i dess mitt och tar vid efter Trettioåriga krigets slut år 1648 och sträcker sig över 1650-talet, som är en relativt okänd period i svensk historia. Boken behandlar Karl X Gustafs krigföring mot Danmark under 1650-talet och ger ett biografiskt porträtt av kungen. Boken skildrar även, liksom den första delen, Ofredsår, Erik Dahlbergh. I texten vävs också in beskrivningar av 1600-talets vardagsliv och kultur.
Boken har bland annat översatts till finska, tjeckiska och polska. Den tredje delen i trilogin har ej utkommit än.